# Gustav av Sachsen-Engern-Westfalen
Gustav, hertig av Sachsen-Engern-Westfalen, född (troligen) 31 augusti 1570 i Västerås, död 11 november 1597 i Stockholm, var son till hertig Magnus II av Sachsen-Lauenburg och Gustav Vasas dotter Sofia.

## Biografi
Fadern hertig Magnus lämnade Sverige 1578, då han utvisades av Johan III på grund av hustrumisshandel. Johan III tvingade Magnus att gå med på att lämna Gustav i Sofias vård. Gustav uppfostrades på Ekolsund av sin moder ensam. Till följd av hennes ombytlighet och svaghet för sonen blev dennes uppfostran tämligen misskött. Hertig Karl ansåg att Gustav vandes blott vid lättja och självsvåld och hade honom därför tidtals vid sitt hov. 1590 utvisades han från Johan III:s hov på grund av utsvävande uppträdande på stadens krogar, vilket gjorde att hans mor ingrep och vädjade till drottning Gunilla Bielke. Efter sin uppväxt anträdde Gustav år 1591 en utländsk resa, vilken sträckte sig ända till Italien. I januari 1594 var han nyss återkommen till Sverige.
Sedan 28 juni 1591 hade han av Johan III fått häradshövdingeräntorna av Håbo, Ärlinghundra och Lagunda härad som förläning. 1595 kom han i konflikt med modern, sedan han övertalat denna att dela sina län med honom, något som förstörde hennes försörjning: konflikten löstes då hertig Karl tvingade honom att lämna tillbaka godsen. Hans inkomster förbättrades senare genom anslagen kyrkotionde m. m. 1597 innehade han dessutom Hagunda härad och de socknar av Lagunda och Håbo som ej var förlänade till modern. 
I striden mellan Sigismund och hertig Karl slöt han sig till den senare, varefter han den 8 juni 1597 insattes i slottsloven på Kalmar. Den 11 augusti råkade han skjuta sig själv genom knät vid en mönstring utanför Stockholm. Till följd av vådaskottet avled han den 11 november 1597 på slottet Tre Kronor i Stockholm. Gustav begravdes samtidigt som sin moster, Elisabet Vasa, den 21 januari 1598 i Finstakoret i Uppsala domkyrka. Gravhällen över dem tillkom så sent som 1829.

## Familj
Gustav gifte sig aldrig. Möjligen barn med Ingrid i Hallkved
- Magnus Gustafsson Rutencrantz, född 1590, död 1640.
- Brita Gustavsdotter Rutencrantz, född 1597, död 1690.